# Fränzi Aufdenblatten
Franziska ("Fränzi") Christine Aufdenblatten (Zermatt, 10 februari 1981) is een Zwitserse voormalig alpineskiester. Ze vertegenwoordigde haar vaderland op de Olympische Winterspelen 2002 in Salt Lake City, Verenigde Staten, op de Olympische Winterspelen 2006 in Turijn, Italië en op de Olympische Winterspelen 2014 in Sotsji.

## Carrière
Aufdenblatten maakte haar wereldbekerdebuut in maart 2000 in Sestriere, anderhalf jaar later scoorde ze in Sölden haar eerste wereldbekerpunten. In januari 2002 finishte de Zwitserse voor de eerste maal in haar carrière in de toptien. Tijdens de Olympische Winterspelen van 2002 in Salt Lake City wist Aufdenblatten niet te finishen op de reuzenslalom, haar enige onderdeel. Op de wereldkampioenschappen alpineskiën 2003, voor eigen publiek, in Sankt Moritz eindigde de Zwitserse als vijftiende op zowel de super-g als de combinatie. Begin 2004 stond Aufdenblatten in Haus im Ennstal voor de eerste maal in haar carrière op het podium tijdens een wereldbekerwedstrijd. In Bormio nam de Zwitserse deel aan de wereldkampioenschappen alpineskiën 2005. Op dit toernooi eindigde ze als vijftiende op de afdaling, als achttiende op zowel de super-g als de combinatie en als zesentwintigste op de reuzenslalom. Tijdens de Olympische Winterspelen van 2006 in Turijn eindigde Aufdenblatten als twaalfde op de afdaling, als zestiende op de reuzenslalom en als zeventiende op de super-g. Op de wereldkampioenschappen alpineskiën 2007 in het Zweedse Åre eindigde de Zwitserse als veertiende op de afdaling, daarnaast eindigde ze zowel op de super-g als de reuzenslalom op de negentiende plaats. In Val d'Isère nam Aufdenblatten deel aan de wereldkampioenschappen alpineskiën 2009, tijdens dit toernooi wist ze op de super-g de finish niet te bereiken. Op 20 december 2009 boekte de Zwitserse in Val d'Isère haar eerste wereldbekerzege.

## Resultaten

### Olympische Spelen
| Jaar | Plaats         | Resultaten                                |
| ---- | -------------- | ----------------------------------------- |
| 2002 | Salt Lake City | DNF Reuzenslalom                          |
| 2006 | Sestriere      | 12e Afdaling 16e Reuzenslalom 17e Super-G |
| 2014 | Sotsji         | 6e Super-G                                |

### Wereldkampioenschappen
| Jaar | Plaats       | Resultaten                                               |
| ---- | ------------ | -------------------------------------------------------- |
| 2003 | Sankt Moritz | 15e Super-G 15e Combinatie DNS2 Reuzenslalom             |
| 2005 | Bormio       | 15e Afdaling 18e Super-G 18e Combinatie 26e Reuzenslalom |
| 2007 | Åre          | 14e Afdaling 19e Super-G 19e Reuzenslalom                |
| 2009 | Val-d'Isère  | DNF Super-G                                              |
| 2013 | Schladming   | 19e Super G                                              |

### Wereldbeker

#### Eindklasseringen
| Seizoen   | Algm | AD  | RS  | SG  | SC  |
| --------- | ---- | --- | --- | --- | --- |
| 2001/2002 | 61e  | -   | 21e | -   | -   |
| 2002/2003 | 54e  | -   | 30e | 24e | -   |
| 2003/2004 | 18e  | 11e | 16e | 24e | -   |
| 2004/2005 | 51e  | 22e | 38e | 31e | -   |
| 2005/2006 | 21e  | 5e  | 34e | 28e | 29e |
| 2006/2007 | 24e  | 17e | 43e | 13e | -   |
| 2007/2008 | 30e  | 14e | -   | 18e | 34e |
| 2008/2009 | 26e  | 22e | -   | 9e  | 31e |
| 2009/2010 | 34e  | 22e | -   | 18e | -   |
| 2010/2011 | 49e  | 26e | -   | 26e | -   |
| 2011/2012 | 37e  | 24e | -   | 12e | -   |
| 2012/2013 | 36e  | 20e | -   | 17e | -   |
| 2013/2014 | 37e  | 12e | -   | 31e | -   |

#### Wereldbekerzeges
| Datum            | Plaats      | Onderdeel |
| ---------------- | ----------- | --------- |
| 20 december 2009 | Val d'Isère | Super-G   |